# Die Große Viktorianische Sammlung
Die Große Viktorianische Sammlung ist ein Roman von Brian Moore, der 1978 im Diogenes Verlag in Zürich erschien. Das Original kam 1975 unter dem Titel The Great Victorian Collection heraus.
Erzählt wird ein modernes Märchen von den letzten Monaten im Leben eines jungen Mannes. Das Märchen ist als wunderliche Liebesgeschichte verpackt. Der Schlaftraum eines Historikers, des Verfassers der Dissertation "Eine Untersuchung der Auswirkungen der Errichtung eines kolonialen Weltreiches auf die sozialen Konventionen des Viktorianischen Englands am Beispiel von Kunst und Architektur der Zeit", materialisiert sich rein "zufällig" auf wundersame Art. Die Gegenstände und deren Beschreibungen, die dieser Mann der Wissenschaft alle so eingehend studiert hat, entfliehen seinem Bewusstsein und werden wirklich – ein "Heldenstück der Kopierkunst".

## Handlung
Dr. Anthony Maloney, der 29-jährige kanadische Assistenzprofessor für Geschichte an der McGill-Universität Montreal, fliegt ins Ausland – nach Kalifornien – zu einem Seminar in Berkeley. Danach unternimmt Tony, wie Anthony gerufen wird, einen Abstecher nach Süden hin, in die sonnige Region Big-Sur. Dort, im Künstlerparadies Carmel-by-the-Sea, quartiert er sich im Sea Winds Motel ein. In seinem Zimmer die Nacht durch schlafend, träumt Tony eine Viktoriana-Sammlung "ins Leben". Und zwar dergestalt: Als Tony, aus dem Schlaf erwacht und an das Zimmerfenster tritt, steht die Sammlung nach Flohmarktmanier auf dem US-amerikanischen Motel-Parkplatz. Natürlich bleibt in den USA so etwas nicht lange unbemerkt. Der Lokalreporter Fred X. Vaterman, mit seiner Freundin, der minderjährigen Mary Ann, heftet sich an Tonys Fersen. Bald geht Vatermans Meldung um die Welt. Experten reisen an, darunter ein sehr kompetenter aus London – vom Victoria and Albert Museum. Als einhellige Meinung der angereisten größten Experten, allen voran der Generaldirektor der British Imperial Collections, kristallisiert sich heraus – die Stücke unter der subtropischen kalifornischen Sonne lassen sich von den Originalen im kühleren Old England nicht unterscheiden. Mehr noch, genaueste Inspektion fördert Exemplare zu Tage, die als verloren gelten müssen; von denen höchstens diverse lapidare Beschreibungen existieren.
Die Vermarktung der Sammlung durch Experten aus dem Osten der USA nimmt ihren Lauf und gipfelt in dem Großen Viktorianischen Dorf – mit einer Kopie des Kristallpalastes aus dem Jahr 1851 – dicht neben der Autobahn gar nicht weit von Carmel. Mit der direkten Vermarktung der Sammlung auf dem Motel-Parkplatz haben es die Marketing-Experten nicht so eilig. Tonys Erzeugnis soll ja nichts Handfestes, also lediglich eine Produktion der Phantasie, sein.
Der Roman kann auch gelesen werden als die Geschichte einer Geisteskrankheit. Jeden Morgen schaut Tony gleich nach, ob sich die Sammlung über Nacht in Luft aufgelöst hat. Zunächst befürchtet dieser promovierte Historiker, unangemessenes Verhalten seinerseits könnte die Sammlung beschädigen oder gar zerstören. Dabei weiß er nicht genau, was "unangemessen" sein soll. Zum Beispiel hat Tony herausbekommen, er darf sich nicht aus Carmel entfernen – sonst regnet es auf die kostbare Sammlung. Aber auch dieser Vorgang erweist sich als nicht verifizierbar. Jedenfalls stellt Tony Monate nach seinem Traum fest, er kann nichts anderes mehr träumen als von seiner Sammlung. Und dieser fast jede Nacht wiederkehrende Traum zermürbt ihn. Er trinkt Alkohol und als er obendrein Beruhigungstabletten nimmt, stirbt der 30-Jährige an akuter Schwäche. Seine Befürchtung, er könne die Sammlung zerstören, hat sich in ihr Gegenteil verkehrt. Überdies hatte Tony vor seinem Ableben erschrocken festgestellt, Teile der Sammlung – zum Beispiel Uhrwerke und Springbrunnen – geben mit der Zeit ächzend und verblassend ihren Geist auf.
Zu der oben angedeuteten Liebesgeschichte: Tonys Ehe ist auseinandergegangen. Gleich zu Anfang des Romans meldet sich ein holländischer Hellseher bei Tony telefonisch aus Übersee und vermutet, bei seiner großartigen Telekinese mit einmaligem Kopier-Effekt könnte eine Frau im Spiel sein. Also fixiert Tony seine Aufmerksamkeit auf Mary Ann, macht sie schließlich Vaterman abspenstig, kann aber leider mit dem Mädchen nicht glücklich werden. Ebenso erweist sich Vaterman als impotent. Mary Ann flüchtet vor den beiden Versagern auf Nimmerwiedersehen.

## Viktoriana
Der Roman ist eine Mischung aus Phantasie und Wirklichkeit. Manches – aus Kunst und Wissenschaft des 19. Jahrhunderts genannte – ist nachprüfbar. Zum Beispiel gibt es das Rosse-Teleskop wirklich. Und der Osler-Brunnen aus Kristall, von Brian Moore an mehreren Stellen in die Romanhandlung eingebaut, stand wirklich auf der ersten Weltausstellung 1851 in London. Die Angaben zu Matthew Cotes Wyatt oder zu Charles Carrington sind nachprüfbar. Auch das genannte Porträt der Madame X von John Singer Sargent existiert. Trotzdem scheint es doch wohl so, als seien die meisten der unzähligen im Text aufgeführten Details von Brian Moore frei erfunden. 
Mehrfach wird Schlüpfriges angesprochen. So enthält die Sammlung unter anderen Erotika, zum Beispiel 31 Zeichnungen von Martin van Maële. Der Autor zieht an solchen kritischen Stationen seines Werkes immer rechtzeitig die Notbremse. Die betreffenden Abteilungen frivolen Inhalts in der Ausstellung des "Geisterbeschwörers" und "Zauberers" Tony werden in dem Fall von den prüden kalifornischen Behörden für den Publikumsverkehr gesperrt.

## Ungereimtes
- Auf S. 216 der Quelle (4. Z.v.o.) ist von "Gebetsejakulationen" die Rede.

## Deutsche Ausgaben
Quelle
Brian Moore: Die Große Viktorianische Sammlung. Roman. Aus dem Englischen von Helga und Alexander Schmitz. 283 Seiten. Diogenes, Zürich 1990, ISBN 3-257-21931-8